# 新华路街道 (新郑市)
新华路街道，是中华人民共和国河南省郑州市新郑市下辖的一个乡镇级行政单位。

## 行政区划
新华路街道下辖以下地区：
双龙寨社区、白庙范社区、小高庄社区、张龙庄社区、阁老坟社区、仓城社区、毛园社区、张玉庄社区、裴大户寨社区和李唐庄社区。